# 021
Pour les articles homonymes, voir 21 (homonymie).

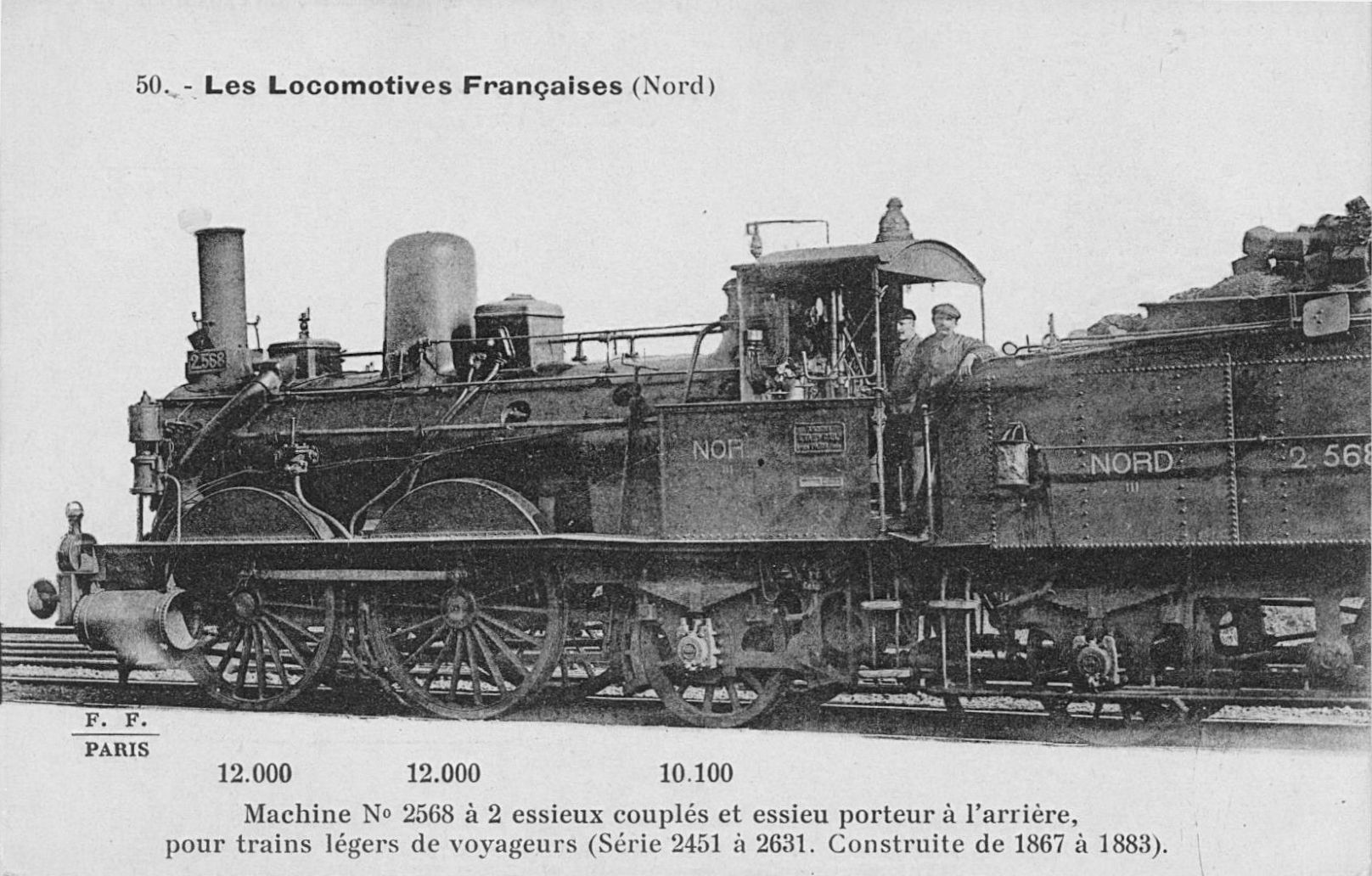
021 Nord n°2.568.

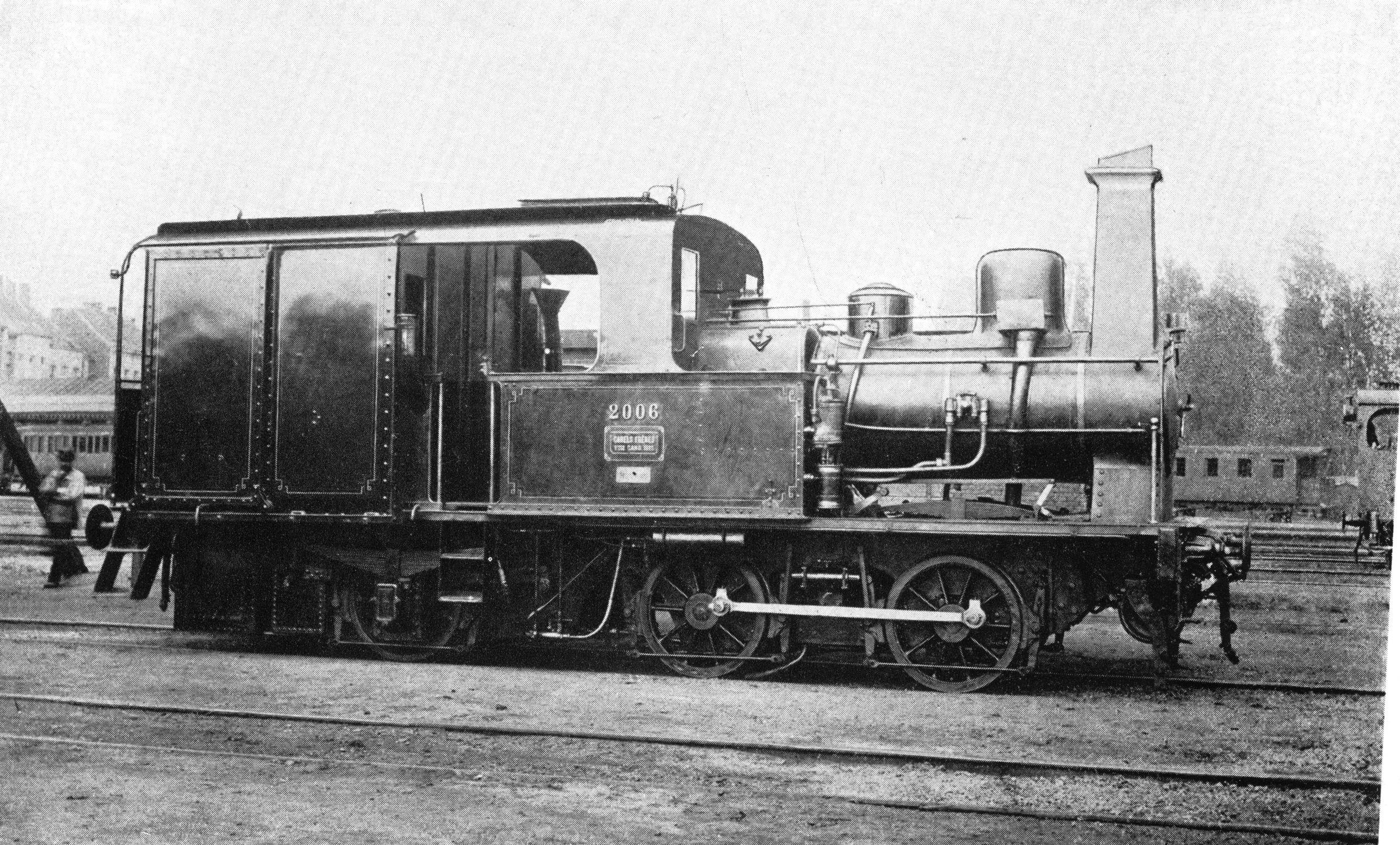
Locomotive-fourgon des Chemins de fer de l'État belge.

021 en Europe est un type de locomotive à vapeur dont les essieux ont la configuration suivante (de l'avant vers l'arrière) :
- 2 essieux moteur
- 1 essieu porteur

## Codifications
Ce qui s'écrit :
- 0-4-2 en codification Whyte.
- 021 en codification d'Europe.
- B1 en codification allemande et italienne.
- 23 en codification turque.
- 2/3 en codification suisse.

## Utilisation

### France
- Compagnie de l'Est : 021 Est 441 à 485 de 1885, future : 1-021 A 446, 452, 472, 474 et 478
- Compagnie du Nord : 021 Nord entre 2403 et 2436, ex-Engerth de 1855 et 021 Nord 2451 à 2631 (en) de 1867[1].